# VM i landevejscykling 2007
VM i landevejscykling 2007 blev i 2007 arrangeret i Stuttgart, Tyskland i perioden 25. til 30. september.
Før starten på mesterskabet blev der set med størst spænding på hvem som fik deltagelse. Flere af de udtagende ryttere havde fået dopinganklager imod sig, og værtsbyen Stuttgart ville ikke have en dopingskandale under mesterskabet. Mest ballade blev det med de tidligere ProTour-vindere Danilo Di Luca og Alejandro Valverde og den regerende mester i landevejsløbet Paolo Bettini. 
UCI og det spanske cykelforbund ønskede at udelukke Valverde fra at deltage i VM på grund af hans forbindelser til dopingskandalen Operation Puerto i Spanien, og gik rettens vej for at hindre at han skulle stille til start. Han fik givet tilladelse til at deltage, og også Idrættens voldgiftsret støttede Valverde.
Di Luca havde siden sejren i Giro d'Italia 2007 blevet truet med en 4 måneders udelukkelse af Den italienske olympiske komité på grund af påstået doping. Italieneren trak sig senere fra VM.
Paolo Bettini nægtede, som den eneste rytter, at skrive under på en antidopingaftale. Arrangørbyen Stuttgart mente at alle deltagerne måtte skrive under for cykle under VM, og gik rettens vej for at hindre Bettini i at deltage i mesterskabet. UCI mente at de ikke kunne tvinge nogen til at skrive under, og støttede Bettini, som med rettens hjælp fik stillet til start, og senere forsvare titlen i sit landevejsløb fra 2006.
| Begivenhed:               | Guld:                        | Tid      | Sølv:                          | Tid      | Bronze:                          | Tid      |
| Mænd                      |                              |          |                                |          |                                  |          |
| Landevejsløb detaljer     | Paolo Bettini · Italien      | 6:44.43  | Alexandr Kolobnev · Rusland    | s.t.     | Stefan Schumacher · Tyskland     | s.t.     |
| Enkeltstart detaljer      | Fabian Cancellara · Schweiz  | 55:41.35 | Laszlo Bodrogi · Ungarn        | 56:33.41 | Stef Clement · Holland           | 56:39.06 |
| Mænd U23                  |                              |          |                                |          |                                  |          |
| U23 landevejsløb detaljer | Peter Velits · Slovakiet     | 4:21.22  | Wesley Sulzberger · Australien | s.t.     | Jonathan Bellis · Storbritannien | s.t.     |
| U23 enkeltstart detaljer  | Lars Boom · Holland          | 48:57.93 | Mikhail Ignatiev · Rusland     | 49:05.99 | Jerome Coppel · Frankrig         | 49:43.52 |
| Kvinder                   |                              |          |                                |          |                                  |          |
| Landevejsløb detaljer     | Marta Bastianelli · Italien  | 3:46.34  | Marianne Vos · Holland         | 3:46:40  | Giorgia Bronzini · Italien       | s.t.     |
| Enkeltstart detaljer      | Hanka Kupfernagel · Tyskland | 34:43.79 | Kristin Armstrong · USA        | 35:07.26 | Christiane Soeder · Østrig       | 35:25.32 |

## Mænd

### Landevejsløb
Stuttgart, 267.4 km
30-09-2007
|    | Rytter            | Nationalitet | Tid     |
| -- | ----------------- | ------------ | ------- |
| 1  | Paolo Bettini     | Italien      | 6:44.43 |
| 2  | Alexandr Kolobnev | Rusland      | s.t     |
| 3  | Stefan Schumacher | Tyskland     | s.t     |
| 4  | Frank Schleck     | Luxembourg   | s.t     |
| 5  | Cadel Evans       | Australien   | s.t     |
| 6  | Davide Rebellin   | Italien      | + 0.06  |
| 7  | Samuel Sánchez    | Spanien      | + 0.08  |
| 8  | Philippe Gilbert  | Belgien      | s.t     |
| 9  | Fabian Wegmann    | Tyskland     | s.t     |
| 10 | Martin Elmiger    | Schweiz      | s.t     |

### Enkeltstart
Stuttgart, 44.9 km
27-09-2007
|    | Rytter              | Nationalitet   | Tid    |
| -- | ------------------- | -------------- | ------ |
| 1  | Fabian Cancellara   | Schweiz        | 55:41  |
| 2  | Laszlo Bodrogi      | Ungarn         | + 0.52 |
| 3  | Stef Clement        | Holland        | + 0.57 |
| 4  | Bert Grabsch        | Tyskland       | + 1.12 |
| 5  | Sebastian Lang      | Tyskland       | + 1.17 |
| 6  | Vladimir Gusev      | Rusland        | + 1.47 |
| 7  | José Iván Gutiérrez | Spanien        | + 1.56 |
| 8  | Andrey Mizurov      | Kasakhstan     | + 2.02 |
| 9  | Vasili Kiryienka    | Hviderusland   | + 2.03 |
| 10 | Bradley Wiggins     | Storbritannien | + 2.10 |

### Landevejsløb U23
Stuttgart, 171.9 km
29-09-2007
|    | Rytter               | Nationalitet   | Tid     |
| -- | -------------------- | -------------- | ------- |
| 1  | Peter Velits         | Slovakiet      | 4:21.22 |
| 2  | Wesley Sulzberger    | Australien     | s.t.    |
| 3  | Jonathan Bellis      | Storbritannien | s.t.    |
| 4  | Tom Leezer           | Holland        | s.t.    |
| 5  | Daniel Wyss          | Schweiz        | s.t.    |
| 6  | Jonas Aaen Jørgensen | Danmark        | s.t.    |
| 7  | Dominic Klemme       | Tyskland       | s.t.    |
| 8  | Florian Vachon       | Frankrig       | s.t.    |
| 9  | Vitaliy Buts         | Ukraine        | s.t.    |
| 10 | Andrey Zeits         | Kasakhstan     | s.t.    |

### Enkeltstart U23
Stuttgart, 38.1 km
26-09-2007
|    | Rytter                   | Nationalitet | Tid    |
| -- | ------------------------ | ------------ | ------ |
| 1  | Lars Boom                | Holland      | 48.58  |
| 2  | Mikhail Ignatiev         | Rusland      | + 0.09 |
| 3  | Jerome Coppel            | Frankrig     | + 0.46 |
| 4  | Michael Færk Christensen | Danmark      | + 1.10 |
| 5  | Adriano Malori           | Italien      | + 1.12 |
| 6  | Edvald Boasson Hagen     | Norge        | + 1.13 |
| 7  | Tanel Kangert            | Estland      | + 1.14 |
| 8  | Alexandr Pliuschin       | Moldova      | + 1.17 |
| 9  | Branislau Samoilau       | Hviderusland | + 1.28 |
| 10 | Francis De Greef         | Belgien      | + 1.30 |

## Kvinder

### Landevejsløb kvinder
Stuttgart, 133.7 km
29-09-2007
|    | Rytter             | Nationalitet   | Tid     |
| -- | ------------------ | -------------- | ------- |
| 1  | Marta Bastianelli  | Italien        | 3:46.34 |
| 2  | Marianne Vos       | Holland        | + 0.06  |
| 3  | Giorgia Bronzini   | Italien        | s.t.    |
| 4  | Svetlana Bubnekova | Rusland        | s.t.    |
| 5  | Noemi Cantele      | Italien        | s.t.    |
| 6  | Emma Johansson     | Sverige        | s.t.    |
| 7  | Marina Jaunatre    | Frankrig       | s.t.    |
| 8  | Oenone Wood        | Australien     | s.t.    |
| 9  | Alex Wrubleski     | Canada         | s.t.    |
| 10 | Emma Pooley        | Storbritannien | s.t.    |

### Enkeltstart kvinder
Stuttgart, 25.1 km
26-09-2007
|    | Rytter                 | Nationalitet   | Tid    |
| -- | ---------------------- | -------------- | ------ |
| 1  | Hanka Kupfernagel      | Tyskland       | 34.43  |
| 2  | Kristin Armstrong      | USA            | + 0.24 |
| 3  | Christiane Soeder      | Østrig         | + 0.42 |
| 4  | Amber Neben            | USA            | + 1.03 |
| 5  | Christine Thorburn     | USA            | + 1.14 |
| 6  | Priska Doppmann        | Schweiz        | + 1.17 |
| 7  | Jeannie Longo-Ciprelli | Frankrig       | + 1.22 |
| 8  | Emma Pooley            | Storbritannien | + 1.32 |
| 9  | Karin Thürig           | Schweiz        | + 1.35 |
| 10 | Meifang Li             | Kina           | + 1.38 |

## Medaljeoversigt
| Pos.  | Land           | Guld | Sølv | Bronze | Total |
| ----- | -------------- | ---- | ---- | ------ | ----- |
| 1     | Italien        | 2    | 0    | 1      | 3     |
| 2     | Holland        | 1    | 1    | 1      | 3     |
| 3     | Tyskland       | 1    | 0    | 1      | 2     |
| 4     | Slovakiet      | 1    | 0    | 0      | 1     |
| 4     | Schweiz        | 1    | 0    | 0      | 1     |
| 6     | Rusland        | 0    | 2    | 0      | 2     |
| 7     | Australien     | 0    | 1    | 0      | 1     |
| 7     | Ungarn         | 0    | 1    | 0      | 1     |
| 7     | USA            | 0    | 1    | 0      | 1     |
| 10    | Østrig         | 0    | 0    | 1      | 1     |
| 10    | Frankrig       | 0    | 0    | 1      | 1     |
| 10    | Storbritannien | 0    | 0    | 1      | 1     |
| Total | Total          | 6    | 6    | 6      | 18    |

## Eksterne links
- Officielle hjemmeside Arkiveret 24. maj 2007 hos  Wayback Machine
- UCI's hjemmeside for VM i landevejscykling